# Créancey
Créancey és un municipi francès al departament de la Costa d'Or (regió de Borgonya - Franc Comtat). L'any 2007 tenia 505 habitants.

## Demografia

### Població
El 2007 la població de fet de Créancey era de 505 persones. Hi havia 201 famílies, de les quals 42 eren unipersonals (29 homes vivint sols i 13 dones vivint soles), 71 parelles sense fills, 80 parelles amb fills i 8 famílies monoparentals amb fills.
La població ha evolucionat segons el següent gràfic:

### Habitatges
El 2007 hi havia 282 habitatges, 205 eren l'habitatge principal de la família, 48 eren segones residències i 28 estaven desocupats. 264 eren cases i 15 eren apartaments. Dels 205 habitatges principals, 166 estaven ocupats pels seus propietaris, 30 estaven llogats i ocupats pels llogaters i 9 estaven cedits a títol gratuït; 3 tenien una cambra, 9 en tenien dues, 36 en tenien tres, 48 en tenien quatre i 109 en tenien cinc o més. 124 habitatges disposaven pel capbaix d'una plaça de pàrquing. A 86 habitatges hi havia un automòbil i a 104 n'hi havia dos o més.

### Piràmide de població
La piràmide de població per edats i sexe el 2009 era:
| Homes | Edats   | Dones |
| ----- | ------- | ----- |
| 0     | 95 o +  | 0     |
| 4     | 90 a 94 | 4     |
| 8     | 85 a 89 | 0     |
| 0     | 80 a 84 | 0     |
| 4     | 75 a 79 | 12    |
| 0     | 70 a 74 | 4     |
| 16    | 65 a 69 | 4     |
| 8     | 60 a 64 | 16    |
| 16    | 55 a 59 | 4     |
| 4     | 50 a 54 | 8     |
| 20    | 45 a 49 | 8     |
| 12    | 40 a 44 | 20    |
| 12    | 35 a 39 | 20    |
| 16    | 30 a 34 | 12    |
| 20    | 25 a 29 | 8     |
| 8     | 20 a 24 | 4     |
| 12    | 15 a 19 | 20    |
| 12    | 10 a 14 | 16    |
| 12    | 5 a 9   | 12    |
| 4     | 0 a 4   | 4     |

## Economia
El 2007 la població en edat de treballar era de 326 persones, 252 eren actives i 74 eren inactives. De les 252 persones actives 238 estaven ocupades (133 homes i 105 dones) i 14 estaven aturades (8 homes i 6 dones). De les 74 persones inactives 31 estaven jubilades, 15 estaven estudiant i 28 estaven classificades com a «altres inactius».

### Ingressos
El 2009 a Créancey hi havia 200 unitats fiscals que integraven 462 persones, la mediana anual d'ingressos fiscals per persona era de 18.985 €.

### Activitats econòmiques
Dels 42 establiments que hi havia el 2007, 6 eren d'empreses de fabricació d'altres productes industrials, 8 d'empreses de construcció, 10 d'empreses de comerç i reparació d'automòbils, 5 d'empreses de transport, 5 d'empreses d'hostatgeria i restauració, 1 d'una empresa financera, 2 d'empreses immobiliàries, 4 d'empreses de serveis i 1 d'una empresa classificada com a «altres activitats de serveis».
Dels 14 establiments de servei als particulars que hi havia el 2009, 4 eren tallers de reparació d'automòbils i de material agrícola, 1 paleta, 2 guixaires pintors, 1 fusteria, 1 empresa de construcció, 1 perruqueria, 2 restaurants i 2 agències immobiliàries.
Dels 3 establiments comercials que hi havia el 2009, 1 era un hipermercat, 1 un supermercat i 1 una sabateria.
L'any 2000 a Créancey hi havia 14 explotacions agrícoles que ocupaven un total de 1.064 hectàrees.

## Equipaments sanitaris i escolars
El 2009 hi havia una escola elemental.

## Poblacions properes
El següent diagrama mostra les poblacions més properes.